# ウォータールー郡区 (アイオワ州アラマキー郡)
ウォータールー郡区は、アメリカ合衆国、アイオワ州、アラマキー郡にある18の郡区の一つである。2000年の国勢調査で、人口は322人だった。

## 地理
ウォータールー郡区は、77.9平方キロメートル（30.07平方マイル)で、組み込まれている自治体(incorporated settlements)は存在しない。この郡区は、Dorchesterの法人コミュニティ(unincorporated community)が含まれていまる。アメリカ地質調査所によると、この郡区はSaint JohnsとSaint MarysとWaterloo RidgeとWest Waterloo Ridgeの4つの霊園が含まれている。